# Carlos Rovirosa 1ra. Sección
Carlos Rovirosa 1ra. Sección är en ort i Mexiko.   Den ligger i kommunen Centla och delstaten Tabasco, i den sydöstra delen av landet, 700 km öster om huvudstaden Mexico City. Carlos Rovirosa 1ra. Sección ligger 1 meter över havet och antalet invånare är 672.
Terrängen runt Carlos Rovirosa 1ra. Sección är mycket platt. Havet är nära Carlos Rovirosa 1ra. Sección norrut. Runt Carlos Rovirosa 1ra. Sección är det ganska glesbefolkat, med 32 invånare per kvadratkilometer. Närmaste större samhälle är Frontera, 2,9 km söder om Carlos Rovirosa 1ra. Sección. Omgivningarna runt Carlos Rovirosa 1ra. Sección är en mosaik av jordbruksmark och naturlig växtlighet.